# وزارة الخارجية والمغتربين (سوريا)
وزارة الخارجية والمغتربين هي الوزارة المسؤولة عن علاقات سوريا الخارجية والتعبير عن السياسة الخارجية السورية وحماية مصالح الدولة السورية ومصالح المواطنين السوريين بالخارج، فضلاً عن تمثيل الدولة السورية لدى الدول الأخرى والمنظمات الدولية. دُمجت مسؤوليات وزارة المغتربين مع وزارة الخارجية في 14 نيسان 2011.

## وزراء الخارجية

### المملكة السورية العربية
| الاسم               | بداية الفترة - نهاية الفترة | صورة | ملاحظات |
| ------------------- | --------------------------- | ---- | ------- |
| عوني عبد الهادي     | آذار - أيار 1920            |      |         |
| عبد الرحمن الشهبندر | أيار - تموز 1920            |      |         |
| علاء الدين الدروبي  | تموز - آب 1920              |      |         |

### الانتداب الفرنسي على سوريا
| الاسم            | بداية الفترة - نهاية الفترة   | صورة | ملاحظات                                                             |
| ---------------- | ----------------------------- | ---- | ------------------------------------------------------------------- |
| ملغى             | أيلول 1920 - كانون الأول 1936 |      | تم إلغاء الوزارة من قبل الانتداب الفرنسي                            |
| سعد الله الجابري | كانون الأول 1936 - شباط 1939  |      |                                                                     |
| فايز الخوري      | شباط - نيسان 1939             |      |                                                                     |
| خالد العظم       | نيسان - أيار 1939             |      |                                                                     |
| ملغى             | أيار 1939 - أيلول 1941        |      | تم إلغاء الوزارة من قبل الانتداب الفرنسي                            |
| فايز الخوري      | أيلول 1941 - آذار 1943        |      |                                                                     |
| نعيم أنطاكي      | آذار - آب 1943                |      |                                                                     |
| جميل مردم بك     | آب 1943 - آب 1945             |      |                                                                     |
| ميخائيل اليان    | آب - أيلول 1945               |      |                                                                     |
| سعد الله الجابري | أيلول 1945 - نيسان 1946       |      | حدث الاستقلال أثناء وجوده في المنصب واستمر فيه حتى كانون الأول 1946 |

### عصر الاستقلال-الجمهورية السورية الثانية(1946–1958)
| الاسم            | بداية الفترة - نهاية الفترة         | صورة | ملاحظات                                                     |
| ---------------- | ----------------------------------- | ---- | ----------------------------------------------------------- |
| سعد الله الجابري | نيسان - كانون الأول 1946            |      | حدث الاستقلال أثناء وجوده في المنصب حيث تولاه في أيلول 1945 |
| نعيم أنطاكي      | كانون الأول 1946 - تشرين الأول 1947 |      |                                                             |
| جميل مردم بك     | تشرين الأول 1947 - آب 1948          |      |                                                             |
| محسن البرازي     | آب - كانون الأول 1948               |      |                                                             |
| خالد العظم       | كانون الأول 1948 - آذار 1949        |      |                                                             |
| عادل أرسلان      | نيسان - حزيران 1949                 |      |                                                             |
| محسن البرازي     | حزيران - آب 1949                    |      |                                                             |
| ناظم القدسي      | آب - كانون الأول 1949               |      |                                                             |
| خالد العظم       | كانون الأول 1949 - حزيران 1950      |      |                                                             |
| ناظم القدسي      | حزيران 1950 - تشرين الثاني 1951     |      |                                                             |
| ظافر الرفاعي     | حزيران 1952 - تموز 1953             |      |                                                             |
| خليل مردم بك     | تموز 1953 - شباط 1954               |      |                                                             |
| فيضي الأتاسي     | آذار - حزيران 1954                  |      |                                                             |
| عزت صقال         | حزيران - تشرين الثاني 1954          |      |                                                             |
| فيضي الأتاسي     | تشرين الأول 1954 - شباط 1955        |      |                                                             |
| خالد العظم       | شباط - أيلول 1955                   |      |                                                             |
| سعيد الغزي       | أيلول 1955 - حزيران 1956            |      |                                                             |
| صلاح البيطار     | حزيران 1956 - شباط 1958             |      |                                                             |

#### الجمهورية العربية المتحدة
| الاسم      | بداية الفترة - نهاية الفترة | صورة | ملاحظات |
| ---------- | --------------------------- | ---- | ------- |
| محمود فوزي | آذار 1958 - أيلول 1961      |      |         |

### الجمهورية العربية السورية
| الاسم                | بداية الفترة - نهاية الفترة                         | صورة | ملاحظات         |
| -------------------- | --------------------------------------------------- | ---- | --------------- |
| مأمون الكزبري        | أيلول - تشرين الثاني 1961                           |      |                 |
| عزت النص             | تشرين الثاني - كانون الأول 1961                     |      |                 |
| معروف الدواليبي      | كانون الأول 1961 - آذار 1962                        |      |                 |
| عدنان الأزهري        | نيسان - حزيران 1962                                 |      | استقال من منصبه |
| جمال الفرا           | حزيران - ايلول 1962                                 |      |                 |
| أسعد محاسن           | أيلول 1962 - آذار 1963                              |      |                 |
| صلاح البيطار         | آذار - تشرين الثاني 1963                            |      |                 |
| حسان مريود           | تشرين الثاني 1963 - أيار 1964                       |      |                 |
| عبد الخالق النقشبندي | أيار 1964 - أيلول 1965                              |      |                 |
| ابراهيم ماخوس        | أيلول 1965 - كانون الأول 1966                       |      |                 |
| صلاح البيطار         | كانون الثاني - شباط 1966                            |      |                 |
| ابراهيم ماخوس        | آذار 1966 - تشرين الأول 1968                        |      |                 |
| مصطفى السيد          | تشرين الأول 1968 - تشرين الثاني 1970                |      |                 |
| عبد الحليم خدام      | تشرين الثاني 1970 - آذار 1984                       |      |                 |
| فاروق الشرع          | آذار 1984 - شباط 2006                               |      |                 |
| وليد المعلم          | شباط 2006 - نوفمبر 2020                             |      |                 |
| فيصل المقداد         | 22 تشرين الثاني/ نوفمبر 2020- 23 أيلول/ سبتمبر 2024 |      |                 |
| بسام الصباغ          | 23 أيلـول/ سبتمبر 2024- 21 ديسمبر 2024              |      |                 |

## قائمة الوزراء
| الصورة                   | الاسم (مواليد–وفاة)             | فترة شغل المنصب      | فترة شغل المنصب      | فترة شغل المنصب    | الحكومة | ملاحظات                                                                                      |
| الصورة                   | الاسم (مواليد–وفاة)             | تولى المنصب          | غادر المنصب          | المدة              | الحكومة | ملاحظات                                                                                      |
| وزير الخارجية            | وزير الخارجية                   | وزير الخارجية        | وزير الخارجية        | وزير الخارجية      | وزير الخارجية | وزير الخارجية                                                                                |
| ------------------------ | ------------------------------- | -------------------- | -------------------- | ------------------ | --- | -------------------------------------------------------------------------------------------- |
|                          | سعيد الحسيني (1878–1945)        | 9 آذار 1920          | 3 أيار 1920          | 55 أيام            | حكومة علي رضا الركابي الثانية | [ 2 ] [ 3 ] [ ملاحظة 1 ] [ 4 ]                                                               |
|                          | عبد الرحمن الشهبندر (1879–1940) | 3 أيار 1920          | 24 تمـوز 1920        | 82 أيام            | حكومة هاشم الأتاسي الأولى | [ 5 ] [ 6 ] [ 7 ] [ 2 ]                                                                      |
|                          | علاء الدين الدروبي (1870–1920)  | 25 تمـوز 1920        | 21 آب 1920           | 27 أيام            | حكومة علاء الدين الدروبي | [ 8 ] [ ملاحظة 2 ] [ 9 ] [ 10 ]                                                              |
|                          | سعد الله الجابري (1892–1947)    | 21 كانون الأول 1936  | 23 شباط 1939         | 2 سنوات و64 أيام   | حكومة جميل مردم بك الأولى | [ 11 ] [ 12 ] [ 13 ] [ 14 ] [ 15 ]                                                           |
|                          | فايز الخوري (1895–1959)         | 23 شباط 1939         | 5 نيسـان 1939        | 41 أيام            | حكومة لطفي الحفار | [ 16 ] [ 17 ] [ 18 ] [ 19 ]                                                                  |
|                          | خالد العظم (1903–1965)          | 5 نيسان 1939         | 15 أيـار 1939        | 3 سنوات و40 أيام   | حكومة نصوحي البخاري | [ 20 ] [ 21 ] [ 22 ] [ ملاحظة 3 ] [ 23 ]                                                     |
|                          | فايز الخوري (1895–1959)         | 20 أيلـول 1941       | 25 آذار 1943         | 1 سنة و186 أيام    | حكومة حسن الحكيم الأولى حكومة حسني البرازي حكومة جميل الألشي الثانية | [ 24 ] [ 25 ] [ 26 ]                                                                         |
|                          | نعيم الأنطاكي (1903–1971)       | 25 آذار 1943         | 19 آب 1943           | 147 أيام           | حكومة عطا الأيوبي | [ ملاحظة 4 ] [ 27 ]                                                                          |
|                          | جميل مردم بك (1895–1960)        | 19 آب 1943           | 24 آب 1945           | 2 سنوات و5 أيام    | حكومة سعد الله الجابري الأولى حكومة فارس الخوري الأولى حكومة فارس الخوري الثانية | [ 28 ] [ 29 ] [ 30 ]                                                                         |
|                          | ميخائيل إليان (1950–؟)          | 24 آب 1945           | 30 أيلول 1945        | 37 أيام            | حكومة فارس الخوري الثالثة | [ 31 ]                                                                                       |
|                          | سعد الله الجابري (1892–1947)    | 30 أيلول 1945        | 27 كانون الأول 1946  | 1 سنة و88 أيام     | حكومة سعد الله الجابري الثانية حكومة سعد الله الجابري الثالثة | [ 32 ] [ 33 ]                                                                                |
|                          | نعيم أنطاكي (1903–1971)         | 27 كانون الأول 1946  | 6 تشرين الأول 1947   | 283 أيام           | حكومة جميل مردم بك الثانية | [ 34 ]                                                                                       |
|                          | جميل مردم بك (1895–1960)        | 6 تشرين الأول 1947   | 23 آب 1948           | 322 أيام           | حكومة جميل مردم بك الثالثة | [ 35 ]                                                                                       |
|                          | محسن البرازي (1904–1949)        | 23 آب 1948           | 2 كانون الأول 1948   | 101 أيام           | حكومة جميل مردم بك الرابعة | [ ملاحظة 5 ] [ 36 ]                                                                          |
|                          | خالد العظم (1903–1965)          | 16 كانون الأول 1948  | 29 آذار 1949         | 103 أيام           | حكومة خالد العظم الثانية | [ 37 ]                                                                                       |
|                          | عادل أرسلان (1887–1954)         | 16 نيسان 1949        | 26 حزيران 1949       | 71 أيام            | حكومة حسني الزعيم | [ 38 ] [ 39 ] [ ملاحظة 6 ] [ 40 ] [ 41 ]                                                     |
|                          | محسن البرازي (1904–1949)        | 26 حزيران 1949       | 14 آب 1949           | 49 أيام            | حكومة محسن البرازي | [ 42 ]                                                                                       |
|                          | ناظم القدسي (1906–1998)         | 14 آب 1949           | 27 كانون الأول 1949  | 135 أيام           | حكومة هاشم الأتاسي الثانية حكومة ناظم القدسي الأولى | [ 43 ] [ 44 ]                                                                                |
|                          | خالد العظم (1903–1965)          | 27 كانون الأول 1949  | 4 حزيران 1950        | 159 أيام           | حكومة خالد العظم الثالثة | [ 45 ]                                                                                       |
|                          | ناظم القدسي (1906–1998)         | 4 حزيران 1950        | 27 آذار 1951         | 296 أيام           | حكومة ناظم القدسي الثانية حكومة ناظم القدسي الثالثة | [ 46 ] [ 47 ]                                                                                |
|                          | خالد العظم (1903–1965)          | 27 آذار 1951         | 9 آب 1951            | 135 أيام           | حكومة خالد العظم الرابعة | [ 48 ]                                                                                       |
|                          | فيضي الأتاسي (1899–1982)        | 9 آب 1951            | 28 تشرين الثاني 1951 | 111 أيام           | حكومة حسن الحكيم الثانية | [ 49 ]                                                                                       |
|                          | شاكر العاص (1904–1993)          | 28 تشرين الثاني 1951 | 1 كانون الأول 1951   | 3 أيام             | حكومة معروف الدواليبي الأولى | [ 50 ]                                                                                       |
|                          | ظافر الرفاعي (1908–1974)        | 9 حزيران 1952        | 11 تموز 1953         | 1 سنة و32 أيام     | حكومة فوزي سلو | [ ملاحظة 7 ] [ 51 ] [ 52 ]                                                                   |
|                          | خليل مردم بك (1895–1959)        | 19 تموز 1953         | 25 شباط 1954         | 221 أيام           | حكومة أديب الشيشكلي | [ 53 ]                                                                                       |
|                          | فيضي الأتاسي (1899–1982)        | 1 آذار 1954          | 19 حزيران 1954       | 110 أيام           | حكومة صبري العسلي الأولى | [ 54 ]                                                                                       |
|                          | عزت الصقال (0000–0000)          | 19 حزيران 1954       | 29 تشرين الأول 1954  | 132 أيام           | حكومة سعيد الغزي الأولى | [ 55 ]                                                                                       |
|                          | فيضي الأتاسي (1899–1982)        | 29 تشرين الأول 1954  | 13 شباط 1955         | 107 أيام           | حكومة فارس الخوري الرابعة | [ 56 ]                                                                                       |
|                          | خالد العظم (1903–1965)          | 13 شباط 1955         | 13 أيلول 1955        | 212 أيام           | حكومة صبري العسلي الثانية | [ 57 ]                                                                                       |
|                          | سعيد الغزي (1893–1967)          | 13 أيلول 1955        | 14 حزيران 1956       | 275 أيام           | حكومة سعيد الغزي الثانية | [ 58 ]                                                                                       |
|                          | صلاح الدين البيطار (1912–1980)  | 14 حزيران 1956       | 6 آذار 1958          | 1 سنة و265 أيام    | حكومة صبري العسلي الثالثة حكومة صبري العسلي الرابعة | [ 59 ] [ 60 ]                                                                                |
|                          | محمود فوزي (1900–1981)          | 6 آذار 1958          | 18 تشرين الأول 1961  | 3 سنوات و226 أيام  | حكومة جمال عبد الناصر الرابعة حكومة جمال عبد الناصر الخامسة حكومة جمال عبد الناصر السادسة                                                                                                  | استمرت الحكومة حتى 18 تشرين الأول 1961 ولكن الانفصال بين سوريا ومصر وقع في يوم 28 أيلول 1961 |
|                          | مأمون الكزبري (1914–1998)       | 29 أيلـول 1961       | 20 تشرين الثاني 1961 | 52 أيام            | حكومة مأمون الكزبري | [ 61 ]                                                                                       |
|                          | عزت النص (1900–1972)            | 20 تشرين الثاني 1961 | 22 كانون الأول 1961  | 32 أيام            | حكومة عزت النص | [ 61 ]                                                                                       |
|                          | معروف الدواليبي (1909–2004)     | 22 كانون الأول 1961  | 27 آذار 1962         | 95 أيام            | حكومة معروف الدواليبي الثانية | [ 62 ]                                                                                       |
|                          | عدنان الأزهري (0000–0000)       | 16 نيسان 1962        | 20 حزيران 1962       | 65 أيام            | حكومة بشير العظمة | [ 63 ]                                                                                       |
|                          | جمال الفرا (1911–2005)          | 20 حزيران 1962       | 17 أيلـول 1962       | 89 أيام            | حكومة بشير العظمة | [ 63 ]                                                                                       |
|                          | أسعد محاسن (1906–؟)             | 17 أيلـول 1962       | 8 آذار 1963          | 172 أيام           | حكومة خالد العظم الخامسة | [ 64 ]                                                                                       |
|                          | صلاح الدين البيطار (1912–1980)  | 9 آذار 1963          | 12 تشرين الثاني 1963 | 248 أيام           | حكومة صلاح الدين البيطار الأولى حكومة صلاح الدين البيطار الثانية حكومة صلاح الدين البيطار الثالثة                                                                                          | [ 65 ] [ 66 ] [ 67 ]                                                                         |
|                          | حسان مريود (1924–2011)          | 12 تشرين الثاني 1963 | 23 أيـار 1965        | 1 سنة و192 أيام    | حكومة أمين الحافظ الأولى حكومة صلاح الدين البيطار الرابعة حكومة أمين الحافظ الثانية | [ 68 ] [ 69 ] [ 70 ]                                                                         |
|                          | إبراهيم ماخوس (1925–2013)       | 23 أيلـول 1965       | 1 كانون الثاني 1966  | 100 أيام           | حكومة يوسف زعين الأولى | [ 71 ]                                                                                       |
|                          | صلاح الدين البيطار (1912–1980)  | 1 كانون الثاني 1966  | 28 أيلول 1967        | 1 سنة و270 أيام    | حكومة صلاح الدين البيطار الخامسة | [ 72 ]                                                                                       |
|                          | إبراهيم ماخوس (1925–2013)       | 1 آذار 1966          | 29 تشرين الأول 1968  | 2 سنوات و242 أيام  | حكومة يوسف زعين الثانية | [ 73 ]                                                                                       |
|                          | محمد عيد عشاوي (1933–1998)      | 29 تشرين الأول 1968  | 29 أيار 1969         | 212 أيام           | حكومة نور الدين الأتاسي | [ 74 ]                                                                                       |
|                          | مصطفى السيد (0000–0000)         | 29 أيار 1969         | 21 تشرين الثاني 1970 | 1 سنة و176 أيام    | حكومة نور الدين الأتاسي |                                                                                              |
|                          | عبد الحليم خدام (1932–2020)     | 21 تشرين الثاني 1970 | 11 آذار 1984         | 13 سنوات و111 أيام | حكومة حافظ الأسد حكومة عبد الرحمن خليفاوي الأولى حكومة محمود الأيوبي حكومة عبد الرحمن خليفاوي الثانية حكومة محمد علي الحلبي حكومة عبد الرؤوف الكسم الأولى                                  | [ 75 ] [ 76 ] [ 77 ] [ 78 ] [ 79 ] [ 80 ] [ 81 ] [ 82 ] [ 83 ]                               |
|                          | فاروق الشرع (1938–)             | 11 آذار 1984         | 21 شباط 2006         | 21 سنوات و347 أيام | حكومة عبد الرؤوف الكسم الثانية حكومة عبد الرؤوف الكسم الثالثة حكومة محمود الزعبي الأولى حكومة محمود الزعبي الثانية حكومة مصطفى ميرو الأولى حكومة مصطفى ميرو الثانية حكومة محمد ناجي العطري | [ 84 ] [ 85 ] [ 86 ] [ 87 ] [ 88 ] [ 89 ] [ 90 ]                                             |
|                          | وليد المعلم (1941–2020)         | 21 شباط 2006         | 14 نيسان 2011        | 5 سنوات و52 أيام   | حكومة محمد ناجي العطري | [ 91 ]                                                                                       |
| وزير الخارجية والمغتربين |                                 |                      |                      |                    | |                                                                                              |
|                          | وليد المعلم (1941–2020)         | 14 نيسان 2011        | 16 تشرين الثاني 2020 | 9 سنوات و216 أيام  | حكومة عادل سفر حكومة رياض حجاب حكومة وائل الحلقي الأولى حكومة وائل الحلقي الثانية حكومة عماد خميس حكومة حسين عرنوس الأولى                                                                  | [ 92 ]                                                                                       |
|                          | فيصل المقداد (1954–)            | 22 تشرين الثاني 2020 | 23 أيلول 2024        | 3 سنوات و306 أيام  | حكومة حسين عرنوس الأولى حكومة حسين عرنوس الثانية | [ 93 ]                                                                                       |
|                          | بسام الصباغ (1969–)             | 23 أيلول 2024        | 10 كانون الأول 2024  | 78 أيام            | حكومة محمد غازي الجلالي | [ 94 ]                                                                                       |
|                          | أسعد حسن الشيباني (1987–)       | 21 كانون الأول 2024  | في المنصب            | 206 أيام           | حكومة محمد البشير حكومة أحمد الشرع | [ 95 ] [ 96 ]                                                                                |

## الملاحظات
1. ↑  شغل السيد سعيد الحسيني المنصب وكيلاً لوزارة الخارجية، على أن يديرها السيد عوني عبد الهادي حين حضوره.
2. ↑  رغم إلغاء وزارة الخارجية إلا أن موقع رئاسة مجلس الوزراء وكتاب سجل الحكومات والوزارات السورية لمازن يوسف صباغ يوثقان شغل علاء الدين الدروبي لمنصب وكيل الخارجية.
3. ↑  تشير بعض المصادر إلى أن هذه الحكومة استمرت إلى 8 تموز 1939.
4. ↑  تشير بعض المصادر إلى أن الحكومة استمرت حتى 17 آب وليس 19 آب
5. ↑  تشير بعض المصادر إلى أن محسن الرازي استمر في منصبه حتى 16 كانون الأول 1948. قد يكون بقي في منصبه حتى 16 كانون الأول وزيراً لتصريف الأعمال حتى تشكل الحكومة اللاحقة.
6. ↑  في الفترة من 30 آذار إلى 16 نيسان 1949 تشكل ما تشير إليه بعض المصادر بالحكومة الانتقالية أو حكومة حسني الزعيم الأولى؛ تشكلت من الأمناء العامون في وزارات الدولة وتسلم إبراهيم الإسطواني منصب أمين عام وزارة الخارجية.
7. ↑  تولى فوزي سلو السلطتين التشريعية والتنفيذية وممارسة سلطات واختصاصات رئيس الدولة ورئيس مجلس الوزراء ووزير الدفاع الوطني بموجب الأمر العسكري رقم /2/ تاريخ 1951/12/3 المنشور في الجريدة الرسمية للجمهورية السورية العدد /55/تاريخ 1951/12/3 وكلف بموجبه الأمناء العامين للإدارات العامة والوزارات بتولي سلطات واختصاصات الوزير في إدارة الشؤون التابعة لوزارته· بعض المصادر تشير إلى هذه المرحلة على أنها حكومة فوزي السلو الأولى.

## وصلات خارجية
- موقع وزارة الخارجية والمغتربين السورية
- صفحة وزارة الخارجية والمغتربين السورية على موقع التواصل الاجتماعي فيس بوك